# 中道昌喜
中道昌喜（なかみち まさよし、1918年10月27日 - 2007年1月15日）は、日本の実業家。中道機械株式会社および中道リース株式会社の創業者。

## 人物
北海道函館市出身。後に北海道夕張市に移住し、幼少期を夕張で過ごした。夕張市立夕張第二小学校卒業。北海中学校を卒業する。
1945年機械販売と製作の中道兄弟商店を札幌に設立する。1950年1月19日株式会社に改組し、社名を中道兄弟機械株式会社と改称する。さらに、1963年1月社名を中道機械株式会社と改称。同社代表取締役社長。1963年札幌証券取引所に上場。1972年1月中道リース株式会社を設立し、リース部門に進出。同社代表取締役社長に就任。1985年中道リース代表取締役会長に就任。1988年中道機械代表取締役会長に就任。1995年中道リース・中道機械取締役名誉会長に就任。
公職は、北海道生産性本部常任理事、北海道経営者協会理事、札幌商工会議所副会頭（1985年～1995年）などを歴任。
北海道の戦後開発の建設機械化に日立製作所の建設機械を中心に販売し貢献した。
2007年1月15日、多臓器不全のため死去。享年88。死去から2年後の2009年2月5日、中道機械が事実上倒産する。
家族は、父に銅鉄商の中道喜太郎。弟に元・中道機械代表取締役会長の中道喜一郎。娘婿に中道リース代表取締役社長の関寛がいる。